# 世叔仪
世叔仪（？—？），《左传》作太叔仪，即太叔文子，姬姓，谥号文，名仪，卫国世叔/太叔氏。
前559年夏，孙林父驱逐了卫献公，四月廿六，太叔仪跟随卫献公随后逃到了齐国。鲁襄公派郈成叔到卫国访问，太叔仪回答：“群臣没有才能，得罪了寡君。寡君不依法惩处下臣却抛弃他们，成为国君之忧。国君不忘先君之好，承蒙慰问群臣，又再加哀怜。谨拜谢国君之令，再拜大贶。”回去对臧武仲说，卫献公终会回国，内有太叔仪留守，外有同胞兄弟公子鱄（子鲜）跟随。
前548年夏，宁喜同意帮助卫献公复国。太叔文子听说了，说：“《诗经》‘我躬不说，皇恤我后（我一身还不能被人容纳，哪来得及顾念我的后代）？”宁子可说是不顾后代。可以吗？大概一定不可以。君子有行动，要考虑到结果，想到下次能再如此。《书经》：‘慎始而敬终，终以不困。’《诗经》：‘夙夜匪解，以事一人。’现在宁子看待国君不如下围棋，怎能免于祸难？下棋举棋不定，就不能击败对方，何况安置国君犹豫不定？必定不能免祸。九代相传的卿族，一举被灭，可悲啊！”
前547年二月初十日，卫献公复归，派人责备太叔文子：“寡人流亡在外，各位大夫都使寡人早晚知到卫国的消息，独独大夫不问候寡人。古人说：‘非所怨勿怨。’寡人可要怨恨了。”太叔文子回答：“下臣知罪。下臣无才，不能背着马笼头、马缰跟着国君保护财物，是下臣第一罪。有人在国外，有人在国内，下臣不能三心二意，传递内外消息事奉国君，是下臣第二罪。两条罪状，岂敢忘记一死？”于是太叔文子出走，从近处的城门出国都。卫献公派人阻止了他。
前546年，卫献公让公孙免馀做卿，公孙免馀辞谢：“太叔仪没有二心，能够赞助大事，君王还是任命他吧。”于是就让太叔仪做卿。
前544年，晋国荀盈、齐国高止、鲁国仲孙羯、宋国华定、卫国世叔仪、郑国公孙段、曹国人、莒国人、滕成公、薛国人、小邾国人在杞国筑城。游吉见到太叔仪，太叔仪说：“为杞国筑城过分了！”游吉说：“拿他怎么办好啊！晋国不担心周室衰微，反而保护夏朝的残馀，也就可以想象到他会丢弃姬姓诸国了。丢弃姬姓，谁还去归向他？游吉听说：丢弃同姓，亲近异姓，这叫做离德。《诗》说：‘协比其邻（同姓近亲），昏姻孔云。’晋国把近亲不看作近亲，谁会和他友好往来？”